# Ackley (Iowa)
Ackley – miasto w Stanach Zjednoczonych, w stanie Iowa, w hrabstwie Franklin i Hardin.

## Demografia
W 2000 liczyło 1715 mieszkańców. W 2023 liczba mieszkańców spadła do 1538 osób, a gęstość zaludnienia do 240,3 osoby/km².